# 塞皮诺
塞皮诺（義大利語：Sepino），是意大利坎波巴索省的一个市镇。总面积62平方公里，人口2069人，人口密度33.4人/平方公里（2009年）。ISTAT代码为070075。